# Tony Atkinson
Tony Atkinson, Sir Anthony Barnes Atkinson, Anthony B. Atkinson (Caerleon, Wales, 1944. szeptember 4. – Oxford, Anglia, 2017. január 1.) brit közgazdász.

## Művei

### Könyvek
- Distribution of personal wealth in Britain (1978)
- Lectures on public economics (1980)
- The economics of inequality (1983)
- Incomes and the welfare state: essays on Britain and Europe (1995)
- Public economics in action: the basic income/flat tax proposal (1996)
- The economic consequences of rolling back the welfare state (1999)
- Handbook of income distribution (2000, François Bourguignonnal)
- Putting economics to work: volume in honour of Michio Morishima (2000, Nicholas H. Sternnel és Howard Glennersterrel)
- New sources of development finance (2004)
- Top incomes over the Twentieth Century: a contrast between Continental European and English-speaking countries (2007, Thomas Piketty-vel)
- The changing distribution of earnings in OECD countries (2008)
- Top incomes: a global perspective (2010, Thomas Piketty-vel)
- Public economics in an age of austerity (2014)
- Inequality: What Can Be Done? (2014)

### Könyvfejezetek
- Globalization and the European welfare state at the opening and the closing of the twentieth century (2002, Europe and globalization, szerkesztette: Henryk Kierzkowski)
- Concentration among the rich (2008, Personal wealth from a global perspective, szerkesztette: James B. Davies)
- Welfare economics and giving for development (2009, Arguments for a better world: essays in honor of Amartya Sen, szerkesztette: Ravi Kanbur és Kaushik Basu)

### Magyarul megjelent műve
- Egyenlőtlenség. Mit kellene tennünk?; ford. Felcsuti Péter; Kossuth, Bp., 2017